# Toyama
Toyama (富山市?) è una città giapponese capoluogo dell'omonima prefettura di Toyama.